# 張栻
張栻（1133年—1180年），字敬甫，號南軒，漢州绵竹县（今屬四川省）人，南宋時理学學者。仕至右文殿修撰。丞相張浚（1097—1164）之子。

## 生平
張浚之子。張栻用功早慧，博學多才，南宋高宗紹興七年（1137年）張浚謫居永州，張栻從小跟隨父親，十幾歲時就能為父親出謀劃策，幕僚都自愧不如。高宗紹興三十二年（1162年），張浚爲江淮東西路宣撫使，以栻爲書寫機宜文字。張栻十三歲寫“連州八景”詩，與呂祖謙和朱熹齊名，時稱“東南三賢”。張栻曾師從胡宏，被譽為“聖門有人，吾道幸矣”。學成歸長沙，先後主講岳麓書院、城南書院。張栻為“湖湘學派”代表人物，與朱熹的“閩學”，呂祖謙的“婺學”鼎足而三。朱熹很敬服张栻：“一则曰，敬夫见识卓然不可及，从游之久，反复开益为多；一则曰敬夫学问愈高，所见卓然，议论出人表。”范伯崇回忆说：“二先生论《中庸》之义，三日夜而不能合。”
南宋乾道三年（1167年）八月，朱熹從福建武夷山趕到湖南長沙向張栻求學，與張栻討論《中庸》之義。張栻認為“理”是世界的本原，“理之自然謂之天，命於人為性，主於性為心”，並且讚揚周敦頤的主靜：“專於敬字上勉力，愈覺周子主靜之意為有味。”淳熙元年（1174年）起知靜江府，廣南西路安撫經略使。淳熙五年（1178年），任荆湖北路安撫使。淳熙七年（1180年）卒，谥“宣”。
張栻政治上誓不与秦桧为伍，力主抗金，学术上虽承二程，但有别于二程。《宋史·道学传序》称：“张栻之学，亦出程氏，既见朱熹，相与博约，又大进焉！”主要著作有：《論語解》、《孟子說》、《洙泗言仁》、《諸葛忠武侯傳》、《經世編年》等。事見《晦庵集》卷八九《右文殿修撰張公神道碑》。

## 照片
- 張栻像，載於《晩笑堂竹莊畫傳》
- 《至聖先賢半身像》張栻
- 張栻像
- 湖南省宁乡市巷子口镇南轩文化园的张栻像。
- 湖南省宁乡市巷子口镇官山的张栻墓。

## 延伸阅读
[在维基数据编辑]
 《宋史·卷429》，出自脱脱《宋史》
 在维基共享资源阅览影像